# Ján Pardavý
Ján Pardavý, född 8 september 1971 i Trenčín, är en slovakisk före detta professionell ishockeyspelare (högerforward). 
Ján har spelat för Djurgården Hockey och Modo Hockey i Elitserien.